# Troy The Odyssey
Pour plus de détails, voir Fiche technique et Distribution.
Troy The Odyssey est un film d'action, d'aventure et fantastique américain réalisé par Tekin Girgin, sorti en 2017. Il met en vedettes dans les rôles principaux Dylan Vox, Lara Heller et Hachem Hicham. Il est basé sur le poème épique grec l'Odyssée, chanté par Homère.

## Synopsis
Dans ce récit de l'Iliade, qui se déroule en 1174 av. J.-C., le guerrier grec Ulysse décide de rentrer chez lui après dix ans de combats durant la guerre de Troie, mais il rencontre une série de mésaventures sur mer et sur terre. Accompagné d’une guerrière troyenne captive, nommée Circé, ainsi que d’un groupe de soldats grecs qui lui sont loyaux, Ulysse traverse de nombreuses aventures. Il passe par le royaume insulaire d’Icare, et doit combattre les sirènes de mer et d’autres créatures mythologiques pour rentrer chez lui. Il y retrouve sa femme Pénélope, qui est harcelée par un groupe de prétendants, chacun espérant qu’elle le choisira pour époux,.

## Distribution
- Dylan Vox : Ulysse
- Lara Heller : Circé
- Hachem Hicham : Ésus
- David Gray : Euryloque
- Kelly B. Jones : Pénélope
- Eoin O'Brien : Achille
- David Blazejko : Agamemnon
- Ego Mikitas : Le roi Priam
- Nikola Mitic : Pâris
- Katrina Grey : Hélène
- Dan Renalds : Télémaque
- Daniel Whyte : Antinoos
- Torstein Olaussen : Thelonious vieux
- Cecilia Belletti : Calypso
- Kat Ingkarat : Sirène
- Margaret Roche : Hag vieux
- Anastasia Cherepanova : Citoyenne de Troie
- Diana Avdeeva : Citoyenne de Troie[1]

## Production

### Tournage
Le tournage a lieu en Thaïlande,.

## Sortie
Le film est sorti le 15 octobre 2017 aux États-Unis, son pays d’origine,.

## Accueil

### Réception critique
Sur Letterboxd, les critiques sont assez négatives : toute la guerre de Troie et l'Odyssée entière sont condensées en 90 minutes, avec un petit budget et comme vedette, dans le rôle d’Ulysse, une star du porno gay : Dylan Vox. Vox a remporté de nombreux prix pour sa carrière dans la pornographie gay, mais s’est depuis reconverti dans des mockbusters à petit budget, avec nettement moins de succès. Tous les éléments majeurs de l’épopée classique sont là : le chant des sirènes, l’arrêt de plusieurs années sur l’île d’une femme immortelle séduisante, le voyage à travers le pays des morts, la rencontre avec un cyclope mangeur d’hommes, la cour de Pénélope, etc. Mais ils sont tous condensés, avec plusieurs personnages omis ou combinés dans des composites déconcertants. Dans le labyrinthe, il y a un gars en manteau de fourrure et casque à cornes, qui est censé être le minotaure. Le jeu est horriblement exagéré de la part de tous les acteurs, les effets spéciaux numériques sont atroces, mais c’est assez involontairement drôle.
Parmi d’autres invraisemblances, le bateau sur lequel Ulysse tente de rentrer chez lui à Ithaque est ridiculement petit. C’est plus un canot, comme ceux utilisé pour rejoindre un navire de guerre ancré au large en attente, qu’un navire qui pourrait survivre en haute mer.
Il y a aussi le Kraken, qui n’appartient pas à la mythologie grecque. Il vient de la mythologie scandinave, et les légendes de la guerre de Troie n’incluent pas un monstre comme celui-ci. Le dieu Poséidon contrôlait un monstre marin, bien que dans certaines légendes, il l’ait déchaîné contre Troie, pas contre les Grecs. Il y a un monstre marin nommé Scylla qui a attaqué Ulysse pendant son voyages, mais il est omis dans ce film. La présence du Kraken peut s’expliquer parce que le scénariste a aimé Le Choc des Titans.
Troy: The Odyssey a reçu un score d’audience de 46% sur Rotten Tomatoes.